# Josef Rothleitner
Josef Rothleitner (* 24. August 1934 in Hermagor; † 4. August 2011 in Innsbruck) war ein österreichischer theoretischer Physiker.

## Leben
Josef Rothleitner besuchte nach der Volksschule das Realgymnasium des Benediktiner-Stifts St. Paul im Lavantal, wo er 1953 die Reifeprüfung ablegte. Im Anschluss studierte er an der Universität Wien Physik und promovierte 1958 bei Walter Thirring. Im folgenden Jahr wurde er Assistent am Institut für Theoretische Physik der Universität Heidelberg. 1963 wurde er zum wissenschaftlichen Assistenten ernannt und 1964 konnte sich Rothleitner mit einer Arbeit zur Dipersionstheorie habilitieren. Im Wintersemester 1963/64 lehrte er als Gastprofessor an der Freien Universität Berlin. 1965 wurde er in Heidelberg zur Dozenten ernannt, 1968 zum außerplanmäßigen Professor. 1967 nahm er einen wissenschaftlichen Forschungsauftrag am CERN wahr. Von April bis September 1968 war er Lehrstuhlvertreter an der Universität Hamburg und folgte Ende 1968 einem Ruf als außerordentlicher Professor für Theoretische Physik an die Universität Innsbruck. Ende 1969 nahm Rothleitner den Ruf als ordentlicher Professor an die Universität Mainz an, um nach nur wenigen Monaten im Sommer 1970 als ordentlicher Professor an die Universität Innsbruck zurückzukehren. Für ihn wurde in Innsbruck eine neue Lehrkanzel für Theoretische Physik eingerichtet. Gemeinsam mit Ferdinand Cap leitete Josef Rothleitner das Institut für Theoretische Physik und war in den Studienjahren 1976/77 und 1978/79 Dekan der Naturwissenschaftlichen Fakultät, in den Jahren 1983/84 und 1984/85 Rektor der Universität Innsbruck. Im Jahr 2002 wurde Josef Rothleitner emeritiert.

## Werk
Josef Rothleitner leitete am Institut für Theoretische Physik eine Arbeitsgruppe für Theoretische Teilchenphysik, die sich mit der theoretisch-physikalischen und mathematischen Untersuchung der Eichfeldtheorien beschäftigte: Spektraleigenschaften des Energie-Impuls-Vektors, physikalische und unphysikalische Freiheitsgrade; Unitarität der Streumatrix, die Rolle der Higgs-Felder; dem Higgs-Mechanismus im Landau-Ginsburg-Modell sowie dem Zusammenhang mit Randbedingungen. Rothleitner selbst befasste sich intensiv mit der Quantisierten Eichfeldtheorie und beschritt darin auch eigene Wege. Dem Physiker, der ein Verehrer Albert Einsteins war, war es ein großes Anliegen, die Raumzeitgeometrie explizit zu formulieren, anstelle sie – wie weithin üblich – unterschwellig und unbewusst in die Naturgesetze einzuweben. Josef Rothleitner war auch in der universitären Lehre sehr engagiert, ein besonderes Anliegen war ihm die Ausbildung von Physikerlehrern.